# لوح فشرده ویرایش‌شونده

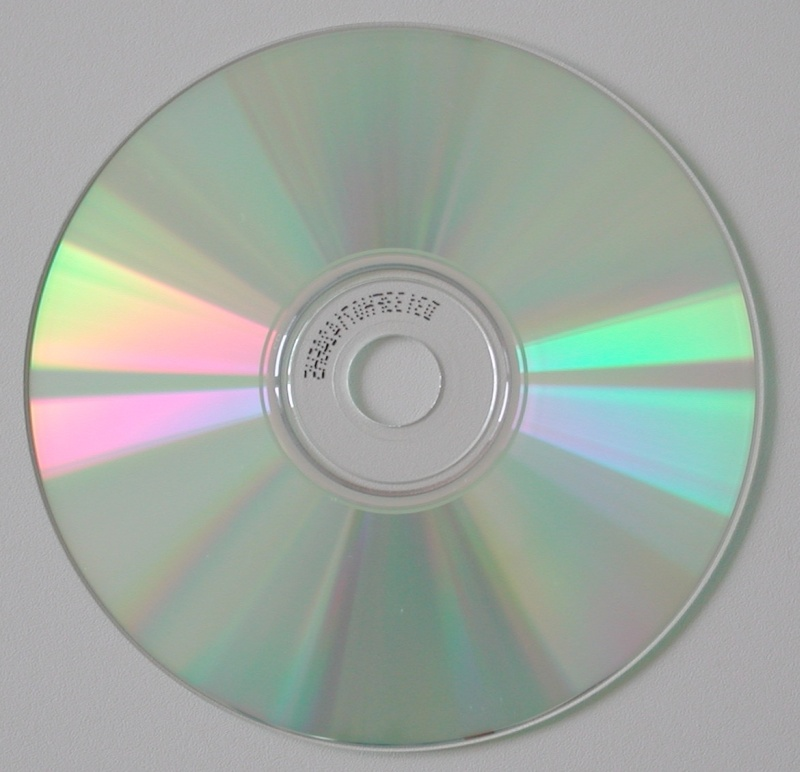
سطح زیرین لوح فشرده ویرایش‌شونده

لوح فشرده ویرایش‌شونده (به انگلیسی: Compact Disc ReWritable) (یا به صورت اختصار CD-RW) لوح فشردهٔ نوری است که برای ذخیره‌سازی داده‌ها استفاده می شود.
ویژگی لوح فشرده ویرایش‌شونده این است که داده های ذخیره شده بر لوح را می توان حذف کرد و دوباره داده را در آن ذخیره کرد.
استفاده از این‌گونه لوح‌ها از سال ۱۹۹۷ میلادی رواج پیدا کرد.